# Sferisterio von Macerata

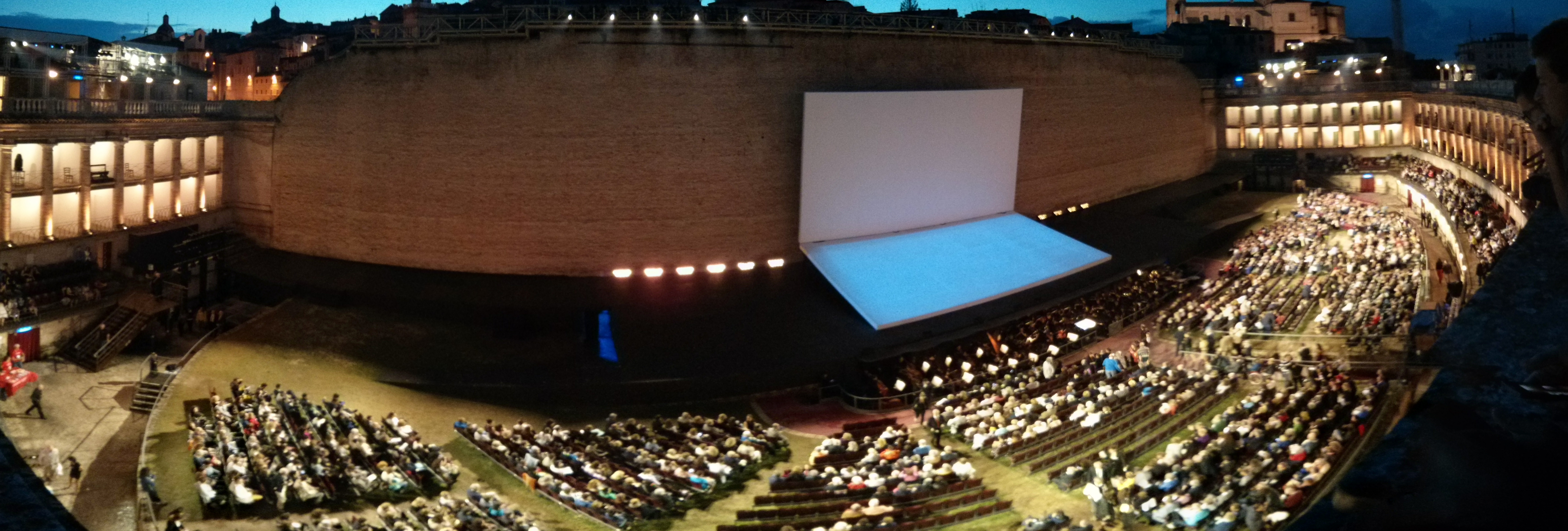
Sferisterio von Macerata

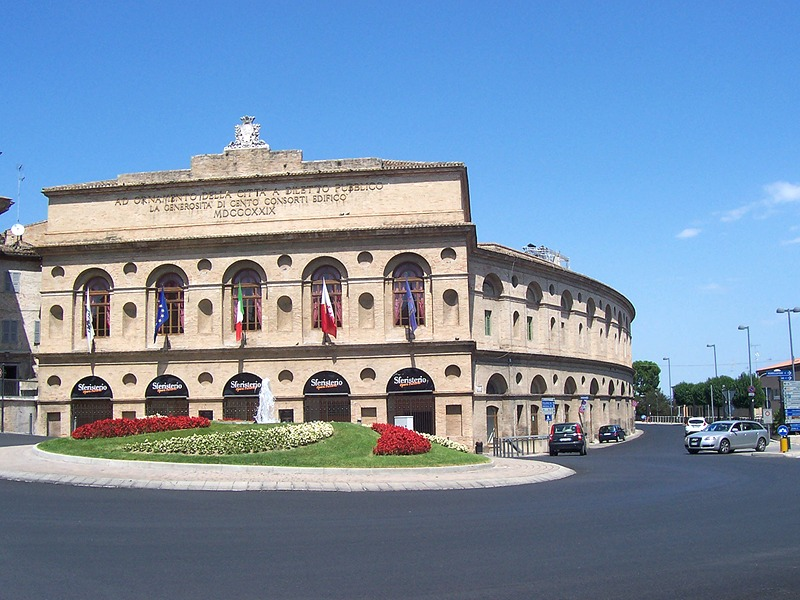
Arena Sferisterio

Das Sferisterio von Macerata ist ein Musiktheater mit einer Kapazität von 2.500 Sitzplätzen unter freiem Himmel und weiteren 500 in den Balkonen. Es befindet sich an der Piazza Mazzini in der Altstadt von Macerata.
Es war ursprünglich eine Pallone-Spielstätte (Sferisterio). Die Ausschreibung des Architekturwettbewerbs erfolgte 1819; 1823 wurde die Bauleitung dem Architekten Ireneo Aleandri übertragen, der den Bau bis 1829 vollendete. Nachdem es eine Zeitlang auch als Fußballplatz genutzt worden war, erfolgte 1921 die Umnutzung zur Musikbühne, nach dem Vorbild anderer Sportstätten wie etwa der Arena von Verona. Seitdem wird dort jährlich das Sferisterio Opera Festival veranstaltet.